# Naumahije
Naumahije su bile pomorske borbe gladijatora u kojima su se simulirale pomorske bitke u antičko doba. Prve ovakve borbe održavale su se za vrijeme vladanja Julija Cezara u iskopanom bazenu pored rijeke Tiber 46. godine pr. Kr. u proslavi njegovog četvorostrukog trijumfa. Bazen je bio dovoljno velik da u njega stanu bireme, trireme i kvadrireme. Oktavijan August je 2. godine pr. Kr. u čast otvaranja hrama Marsa Ultora dao izgraditi novi bazen za priređivanje naumahija. Klaudije je naredio da se naumahija održi u jezeru Fučino u čast završetka radova na sistemu za navodnjavanje.
Car Neron je premjestio održavanje naumahija u rimske građevine amfiteatara. Prva takva borba je održana 57. godine u drvenom amfiteatru sagrađenom na Marsovom polju. Još jedna naumahija je održana 64. godine. Tit je godine 80, u čast otvaranja čuvenog Koloseja održao dvije naumahije, jednu u Augustovom bazenu, a drugu u novom amfiteatru.
Za razliku od običnih gladijatorskih borbi koje su predstavljale pojedinačne okršaje, u naumahijama je sudjelovalo mnogo više boraca.